# 哈德瑟爾
哈德瑟爾（挪威語：Hadsel）是挪威的一個市镇，位於諾爾蘭郡。